# Município de Madison (condado de Sandusky, Ohio)
O município de Madison (em inglês: Madison Township) é um município localizado no condado de Sandusky no estado estadounidense de Ohio. No ano de 2010 tinha uma população de 3.850 habitantes e uma densidade populacional de 54,79 pessoas por km².

## Geografia
O município de Madison encontra-se localizado nas coordenadas 41° 22′ 38″ N, 83° 21′ 30″ O. Segundo a Departamento do Censo dos Estados Unidos, o município tem uma superfície total de 70.27 km², da qual 68,79 km² correspondem a terra firme e (2,09 %) 1,47 km² é água.

## Demografia
Segundo o censo de 2010, tinha 3.850 habitantes residindo no município de Madison. A densidade populacional era de 54,79 hab./km². Dos 3.850 habitantes, o município de Madison estava composto pelo 94,42 % brancos, o 0,47 % eram afroamericanos, o 0,13 % eram amerindios, o 0,13 % eram asiáticos, o 3,61 % eram de outras raças e o 1,25 % eram de uma mistura de raças. Do total da população o 8,47 % eram hispanos ou latinos de qualquer raça.